# Fernando Alvim
Fernando Alvim (Vila Nova de Gaia, Mafamude, 3 de Maio de 1974) é um humorista, locutor e apresentador de TV português.

## Biografia
Com apenas 13 anos iniciou a sua actividade na rádio, profissionalizando-se aos 17 na Rádio Press. Trabalhou depois na Rádio Nova Era onde apresentou durante muito tempo, nos anos 1990, o programa Cais do Engate, concurso radiofónico de encontro às cegas, em que o casal vencedor era premiado com entrada livre no "Cais 447", uma discoteca de Matosinhos, e dormida gratuita num hotel, na mesma noite. Em 1998 foi para a Rádio Comercial e no mesmo ano, estreou-se na televisão, no programa Top Rock da TVI, onde fez dupla juntamente com Vanda Miranda, Mariana Amaral e Pedro Marques. Em 1999, ingressa no programa Curto Circuito, primeiro no extinto CNL, depois na SIC Radical, juntando-se inicialmente a Rui Unas e Rita Mendes e depois a Bruno Nogueira, Teresa Tavares, Solange F. e Rita Andrade.
Em 2002 começou a Prova Oral na Antena 3 com Rita Mendes. Em simultâneo colaborou em projectos como Cine-XL (2001) e Perfeito anormal (2002), os dois ao lado de Nuno Markl, tendo este último programa estreado e revelado Ricardo Araújo Pereira e José Diogo Quintela. Seguiu-se O Homem da Conspiração (2003) e Boa Noite Alvim (2007). 
Já em 2008 publica o livro Alvim - 50 Anos de Carreira (Esfera dos Livros), que sucederia a No Dia em Que Fugimos Tu Não Estavas em Casa (Edições Quasi, 2003) e ao qual se seguiriam Não atires pedras a estranhos que pode ser o teu pai (2010), Não és tu, sou eu (2012) e Mente-me só se for verdade (2013). Ainda em 2008 Fernando Alvim recebeu uma estrela em sua homenagem no Muro da Fama - Nirvana Studios.
Criou a Revista 365, lançou o Festival Termómetro Unplugged, criou uma editora de humor a Cego Surdo e Mudo, o Festival Alternativo da Canção, a televisão online Speaky.TV. Criou ainda os Monstros do Ano, a Regata de Barquinhos a Remos, o torneio de Padel e Golfe para Nabos, o Festival Idiota, Prémios Novos, entre muitos outros.
Foi fundador do 5 para a Meia-Noite, em 2009, onde juntamente com Filomena Cautela, Luis Filipe Borges, Nilton e Pedro Fernandes se manteve até 2011.
Depois daí, seguiu-se o programa É a Vida Alvim desde 2013. Primeiro no canal + TVI e depois no Canal Q. Pelo meio, apresentou o programa Obrigado, Internet! com Pedro Paulos e Nuno Dias na Antena 3.
Actualmente, apresenta diariamente a Prova Oral na Antena 3 e semanalmente o top de música A3.30, na Antena 3. Na RTP1, apresenta a versão televisiva dos mesmos programas: a Proval Oral às terças-feiras à noite e o A3.30 aos sábados à noite.